# Hangarahalli, Kunigal
Hangarahalli là một làng thuộc tehsil Kunigal, huyện Tumkur, bang Karnataka, Ấn Độ.